# Переверзєв Микита Васильович
Переверзєв Микита Васильович (1885—1917) есер-максималіст.
Народився в 1885. Робочий-есер-максималіст, професійний революціонер. Навесні 1917 року був направлений Ростовським комітетом РСДРП(б) в Боково-Хрустальсьний район. У травні обраний головою першої районної Ради. У листопаді став головою місцевого ревкому. Про популярність Переверзєва говорить те що він один з небагатьох місцевих революціонров який згадується в козачій пресі зокрема в газеті «Вільний Дон» від 28 листопада була розміщена стаття «З темного царства Переверзеева». У гуковському районі з'явився свій «переверзенок» диктатор — Ковальов.
Докладніше: Вбивство Переверзєва Микити Васильовича
4 грудня 1917 під час нальоту білокозаків був розстріляний разом з ще 2 червоногвардійцями.
Газета "Вільний Дон" називала наступником Переверзєва Коняєва Миколу, який після вбивства останнього заявив що "круто розправитися з усіма буржуями".
У Красному Лучі його ім'ям названа вулиця. У 1965 в Антрациті йому був встановлений пам'ятник-бюст.